# Thomas Rohregger
Thomas Rohregger (Innsbruck, Austria, 23 de diciembre de 1982) es un ciclista austríaco que debutó como profesional en 2003. Su último equipo fue el RadioShack Leopard en 2013.
Después de ocho temporada como profesional y con 31 años de edad, Rohregger anunció el 29 de octubre de 2013 que se retiraba del ciclismo, debido a falta de ofertas de cara a la temporada 2014 y también a su deseo de terminar sus estudios universitarios.

## Palmarés
2006
- 2.º en el Campeonato de Austria contrarreloj

2007
- 1 etapa de la Vuelta a Austria
- 3.º en el Campeonato de Austria en Ruta

2008
- Vuelta a Austria

## Resultados en Grandes Vueltas y Campeonatos del Mundo
| Carrera              | Carrera              | 2003 | 2004 | 2005 | 2006 | 2007 | 2008 | 2009 | 2010 | 2011 | 2012 | 2013 |
| -------------------- | -------------------- | ---- | ---- | ---- | ---- | ---- | ---- | ---- | ---- | ---- | ---- | ---- |
|                      | Giro de Italia       | —    | —    | —    | —    | —    | —    | 29.º | Ab.  | Ab.  | 31.º | —    |
|                      | Tour de Francia      | —    | —    | —    | —    | —    | —    | —    | 74.º | —    | —    | —    |
|                      | Vuelta a España      | —    | —    | —    | —    | —    | —    | Ab.  | —    | 28.º | —    | —    |
| Mundial en Ruta      | Mundial en Ruta      | —    | —    | —    | —    | —    | 34.º | —    | —    | 46.º | —    | —    |
| Mundial Contrarreloj | Mundial Contrarreloj | —    | —    | —    | 47.º | —    | —    | —    | —    | —    | —    | —    |

—: no participa

Ab.: abandono

## Equipos
- Hervis (2003-2004)
  - Team Hervis Copyright (2003)
  - Team Hervis Apo Sport (2004)
- ELK Haus-Simplon (2006-2008)
- Milram (2009-2010)
- Leopard/Radioshack (2011-2013)
  - Leopard-Trek (2011-2013)
  - Radioshack-Nissan (2012)
  - Radioshack Leopard (2013)